# Bristol Blenheim (Automobil)
Der Bristol Blenheim ist ein viersitziges Oberklasse-Coupé des britischen Automobilherstellers Bristol, das von 1993 bis 2008 in drei Baureihen produziert wurde. Der vielfach als eigenwillig empfundene Blenheim verband ein vor dem Zweiten Weltkrieg entwickeltes BMW-Chassis mit einem bis zu 294 kW (400 PS) starken Chrysler-Motor. Seine Ausstattung war hochwertig und wurde den Wünschen der Kunden individuell angepasst. Er wurde in Handarbeit hergestellt und erreichte nur eine sehr geringe Verbreitung. Genaue Stückzahlen sind nicht bekannt; nach unterschiedlichen Schätzungen entstanden in 15 Jahren zwischen 100 und 300 Exemplare des Wagens. Eine gleichnamige Speedster-Version nutzte die Technik des Coupés, hatte aber eine eigenständige Karosserie. Neben dem Fighter war der Blenheim das letzte Modell der 1946 gegründeten Marke, die die Automobilherstellung infolge einer Insolvenz im Frühjahr 2011 aufgab.

## Überblick: Unternehmens- und Modellgeschichte

### Automobilproduktion mit BMW-Konstruktionen

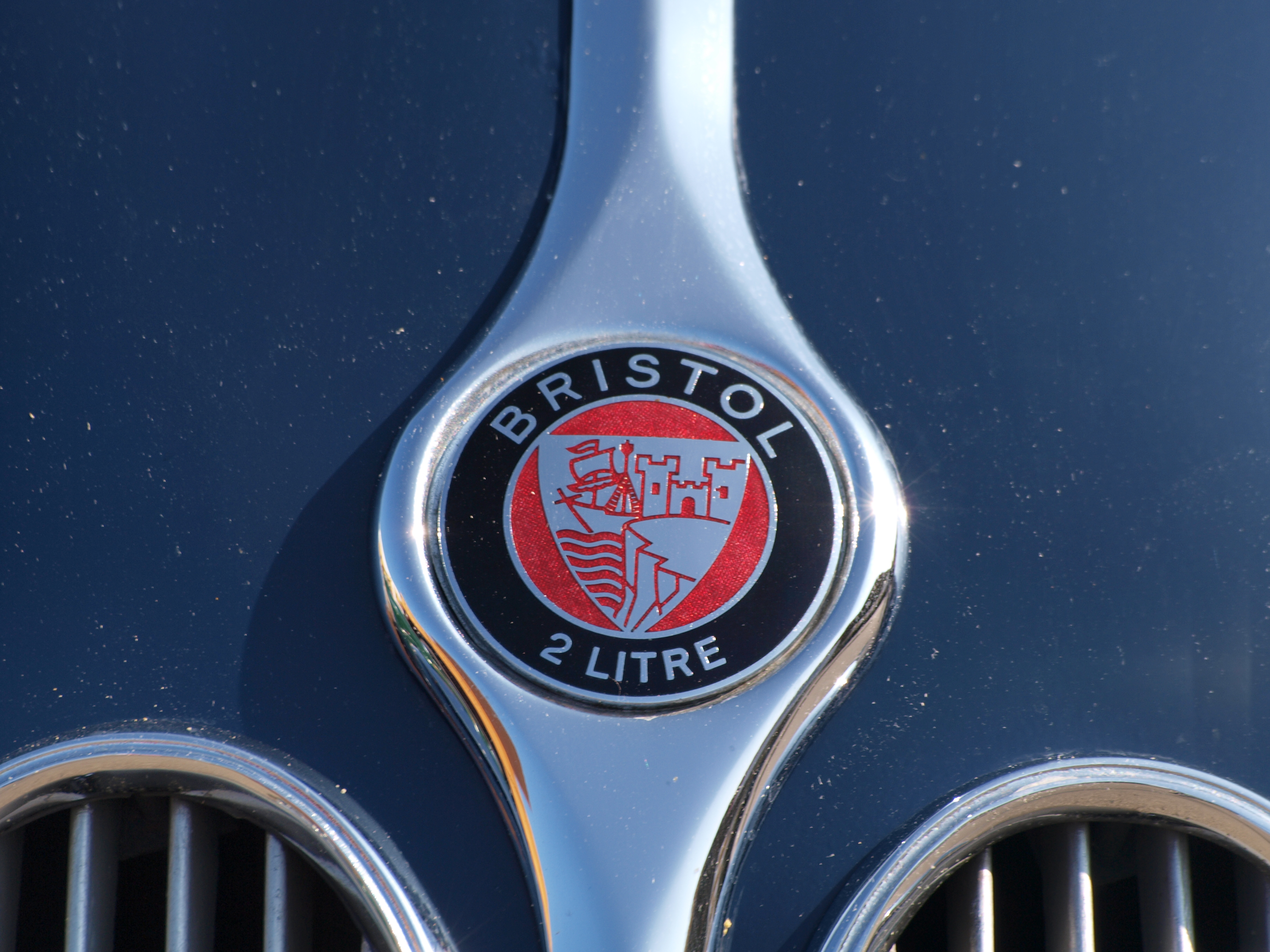
Belegt die BMW-Bezüge früher Bristol-Modelle: Bristol-Logo über nierenförmigem Kühlergrill

Das in Gloucestershire ansässige Unternehmen Bristol Cars hatte seine Wurzeln in der Bristol Aeroplane Company, die 1910 in Bristol als Flugzeughersteller gegründet worden war. Nach dem Ende des Zweiten Weltkriegs gingen die Aufträge für Neuflugzeuge erheblich zurück. Um die Kapazitäten auszulasten, expandierte das Unternehmen – ähnlich wie Saab – in die Automobilbranche. Bristol übernahm das Chassis des BMW 326 nahezu unverändert und nutzte es gleichermaßen für alle späteren Modelle. Bis 1961 verwendete Bristol zudem einen auf einer BMW-Entwicklung beruhenden Sechszylindermotor, der mit der Einführung des Modells 407 durch Achtzylindermotoren von Chrysler ersetzt wurde. Danach änderte sich die Ausrichtung der Marke. Die anfänglich hervorgehobene Sportlichkeit trat zugunsten von Komfort und äußerlicher Zurückhaltung zunehmend in den Hintergrund.

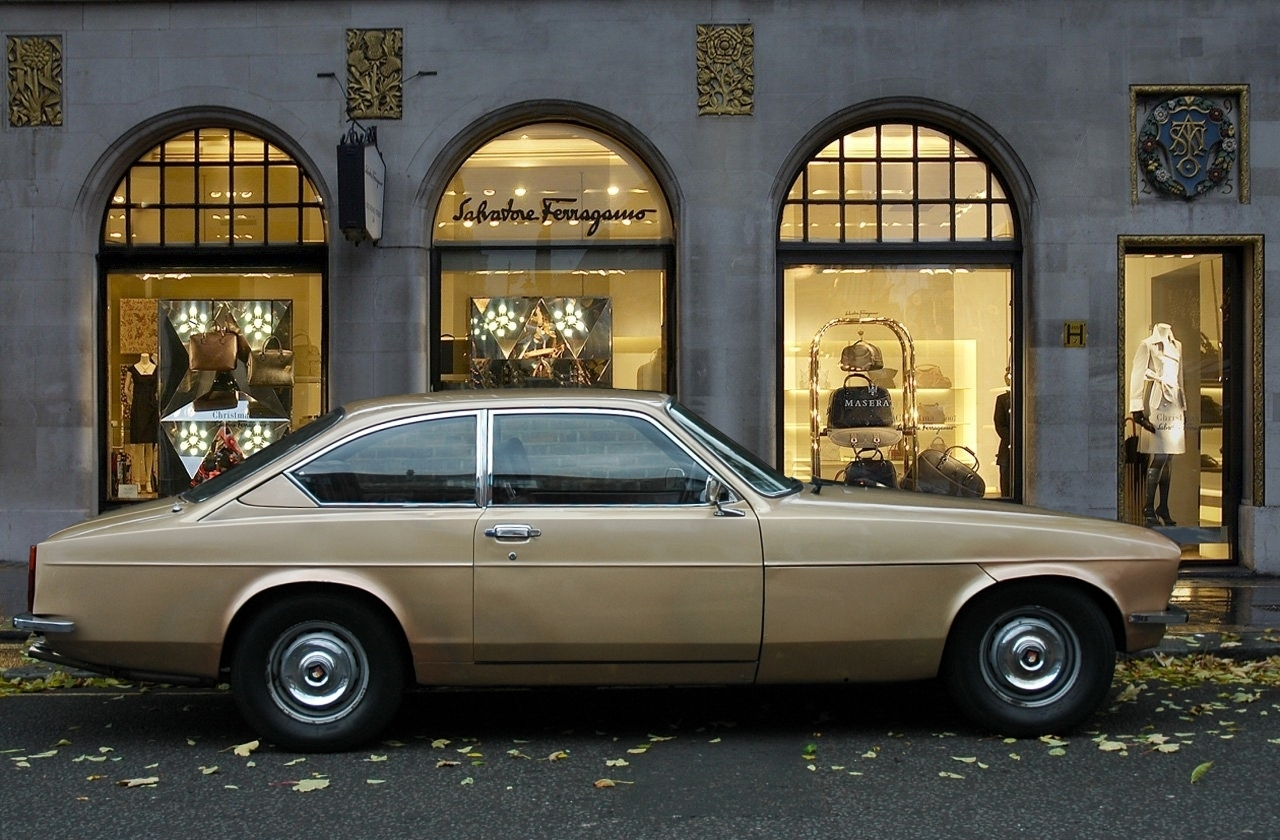
Technische und stilistische Basis des Blenheim: der Bristol 603 von 1976

Mit der Einführung des Bristol 603 1976 begann eine neue Ära für das Unternehmen. Der 603 war mit kleineren Motoren lieferbar und hatte erstmals seit 18 Jahren eine gänzlich neu gestaltete Karosserie, die das Werk vollständig selbst herstellte. Der 603 wurde zur technischen und stilistischen Grundlage aller späteren Bristol-Coupés. Der 1982 eingeführte Britannia und sein mit einem Turbomotor versehener Zwilling Brigand waren lediglich äußerlich überarbeitete Abwandlungen des 603, die attraktiver waren als das ursprüngliche Modell, das Kritiker als „nicht besonders schön“, „verschroben“ oder wie selbstgemacht aussehend empfunden hatten. Der Britannia und der Brigand blieben elf Jahre lang in Produktion, waren aber angesichts strenger werdender Abgasbestimmungen mit ihren Vergasermotoren zuletzt veraltet. Zu Beginn der 1990er Jahre war es unumgänglich, das Angebot neu aufzustellen. Tony Crook, der damalige Alleineigentümer von Bristol Cars, erwog zunächst, den geschlossenen Viersitzer durch eine verkürzte und technisch aktualisierte Version des offenen, von Zagato gestalteten Bristol Beaufighter zu ersetzen. Nach dem Tod des Entwicklungsleiters Dennis Sevier und im Hinblick auf finanzielle Schwierigkeiten des Unternehmens wurden diese Pläne allerdings aufgegeben. Crook entschied sich stattdessen dafür, zunächst das bestehende Saloon-Modell weiterzuentwickeln, um kurzfristig ein aktualisiertes Fahrzeug anbieten zu können. Das Ergebnis dieser Entwicklung war der Bristol Blenheim, der im September 1993 der Öffentlichkeit vorgestellt wurde. Er nutzte erneut Chrysler-Motoren und hatte eine Karosserie, deren Grundstruktur an die Vorgängermodelle erinnerte. Mit seiner Einführung endete die Produktion des Britannia, des Brigand und des Cabriolets Beaufighter, von dem in 13 Jahren lediglich 30 Exemplare hergestellt worden waren.

### 15 Jahre Blenheim
Der Bristol Blenheim war 18 Jahre lang im Angebot. Noch Anfang 2011, kurz bevor Bristol Cars zahlungsunfähig wurde, enthielt die Internetseite des Unternehmens einen Eintrag zum Blenheim, der als weiterhin verfügbar beschrieben wurde. Tatsächlich aber wurde der letzte Blenheim bereits im Sommer 2008 komplettiert, sodass sich die Produktionszeit auf 15 Jahre beläuft.
Die lange Produktionsdauer des Blenheim war maßgeblich auf Toby Silverton zurückzuführen, der seit 1997 Eigentümer des Unternehmens war. Sein Vorgänger Tony Crook hatte in dem Blenheim lediglich ein Übergangsmodell gesehen, das bis zur Fertigstellung eines neu entwickelten, als Buccaneer bezeichneten Nachfolgers angeboten werden sollte. Silverton hingegen entschied sich für die schrittweise Modifizierung des Blenheim und legte sein Augenmerk auf den neuen Flügeltür-Sportwagen Fighter, dessen Entwicklung viel Kapital band und der vielfach als wesentliche Ursache für die 2011 eingetretene Insolvenz des Unternehmens angesehen wird.

### Bedeutung für das Unternehmen
Bristol konnte den Blenheim nicht kostendeckend verkaufen. Angesichts aufwendiger Produktionsprozesse und sehr geringer Stückzahlen brachte das Modell Bristol Cars regelmäßig Verluste, die in den 1990er Jahren zunächst durch Gewinne aufgefangen wurden, die das Unternehmen mit der Restauration älterer Bristol-Fahrzeuge und dem Verkauf von Gebrauchtwagen erzielte. Ab 2000 waren zudem wiederholt Zuschüsse des neuen Inhabers Toby Silverton erforderlich. Silverton bestätigte die mangelnde Rentabilität des Modells und sah den Blenheim in erster Linie als Investition in die Zukunft: Mit jedem neuen Blenheim werde ein Auto fertiggestellt, das später bei Bristol Services gewinnbringend gewartet und restauriert werden könne.

## Modellbezeichnung

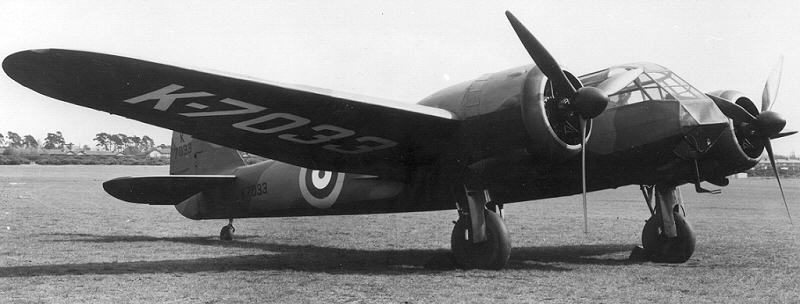
Namensgeber: der Bomber Bristol Blenheim von 1939

Anders als in einigen Publikationen behauptet, bezieht sich die Bezeichnung Blenheim nicht auf das Schloss Blenheim Palace, sondern auf das gleichnamige Kampfflugzeug der Bristol Aeroplane Company, von dem nur noch ein flugfähiges Exemplar existiert. Bristol knüpfte damit an die 1980 mit dem Beaufighter begonnene Tradition an, die eigenen Fahrzeuge nach historischen Flugzeugen des ehemaligen Mutterkonzerns zu benennen. Diese Praxis sollte einerseits den Fahrzeugen eine besondere Identität geben. Andererseits vermied Bristol damit die Vergabe einer numerischen Modellbezeichnung, die bei konsequenter Fortsetzung 603 S4 oder 604 hätte heißen müssen, und umging so einen Rechtsstreit mit dem französischen Automobilhersteller Peugeot, der sich dreistellige Typenbezeichnungen mit einer Null in der Mitte hatte schützen lassen.

## Technik und Aufbau
Der Bristol Blenheim wurde unter der Leitung von Eric Ager entwickelt. Ager war ein langjähriger Bristol-Mitarbeiter, der in den 1980er Jahren in den Ruhestand getreten war und der für das Blenheim-Projekt ins Arbeitsleben zurückkehrte. Detailarbeiten erledigte Sydney „Syd“ Lovesy, der bei der Vorstellung des Autos bereits 73 Jahre alt war.
Bristol verfolgte bei der Konstruktion des Blenheim unterschiedliche Ziele. Zu ihnen gehörte eine möglichst hohe Alltagstauglichkeit, mit der sich das Werk von anderen Kleinstserienherstellern wie Aston Martin, De Tomaso oder Lamborghini abheben wollte, deren Fahrzeuge in dieser Hinsicht vielfach von der Presse kritisiert wurden. Zudem war der Blenheim auf einen langen Nutzungszeitraum angelegt und so konstruiert, dass er möglichst einfach und ohne spezielles Werkzeug repariert werden konnte. Die Umsetzung dieser Vorgaben führte an manchen Stellen zu ungewöhnlichen technischen oder stilistischen Ergebnissen, die in der Presse mitunter kritisch gewürdigt wurden. Ungeachtet dessen hielt Bristol an der eigenen Linie fest und wies die Kritik zurück:

“The company has never been constrained either by custom or its customers.”

„Das Unternehmen hat sich nie Vorschriften machen lassen, weder von Gewohnheit noch von seinen Kunden.“

### Rahmen und Fahrwerk
Der Bristol Blenheim war wie seine Vorgänger auf einem separaten Kastenrahmen mit Längsträgern und Quertraversen aufgebaut. Die Form des Chassis ging in den Grundzügen auf die Konstruktion des BMW 326 zurück. Bristol betrachtete das separate Chassis als Beitrag zur Erhöhung der passiven Sicherheit.
Das Festhalten an der über 50 Jahre alten Chassiskonstruktion führte zu für die 1990er Jahre ungewöhnlichen Strukturen und Abmessungen des Blenheim. Wie beim Bristol 400 der unmittelbaren Nachkriegszeit war der Motor hinter der Vorderachse positioniert. Bristol bezeichnete den Blenheim deshalb als Front-Mittelmotor-Auto und sah in der Lage des Motors einen Beitrag zur Verbesserung der Gewichtsverteilung. Den Vorgaben des Chassis folgend war der Blenheim zudem ein sehr schmales Auto: Er war nahezu 20 cm schmaler als ein Bentley Continental R und 5 cm schmaler als ein zur Mittelklasse zu zählender Ford Mondeo.
Die Aufhängung bestand vorn aus doppelten Dreiecksquerlenkern mit Schraubenfedern, hinten aus einer Starrachse mit Wattgestänge und Drehstabfedern, deren Traghebel über kurze Pleuel mit der Achse verbunden waren und so diese längs führten.  Die Härte der Dämpfer war auf Kundenwunsch im Werk individuell einstellbar. Ein elektronisch gesteuertes Fahrwerk gab es hingegen nicht. Die Servolenkung bezog Bristol von ZF, die Scheibenbremsen von Girling. Ein Antiblockiersystem war während der gesamten Produktionszeit nicht lieferbar; Gleiches galt für Airbags.

### Antriebstechnik
Der Blenheim hatte wie seine Vorgänger einen 5,9 Liter (360 Kubikzoll) großen Achtzylindermotor von Chrysler, der in Kanada hergestellt wurde. Es war ein sogenannter Small Block aus der Familie der LA-Motoren, die Chrysler 1964 auf den Markt gebracht hatte. Die 5,9-Liter-Version war von 1971 bis 1980 in einigen Mittelklassemodellen Chryslers lieferbar; seit Mitte der 1970er Jahre übernahmen sie Hersteller wie Bristol, Monteverdi und Jensen für ihre Kleinstserienfahrzeuge. Von 1992 bis 2002 fand der Motor nur noch in größeren Geländewagen (SUV) wie dem Jeep Grand Cherokee Verwendung, danach wurde er ausschließlich für Bristol produziert. Die an Bristol gelieferten Motoren wurden in einer primär für Garantiefälle zuständigen Abteilung in Handarbeit zusammengesetzt. Sie befanden sich auf einem höheren Qualitätsniveau als die baugleichen, am Fließband produzierten SUV-Triebwerke.
Im Gegensatz zu den im 603 und im Britannia verwendeten Versionen verfügte der Motor im Blenheim über eine elektronische Saugrohreinspritzung. Im Laufe der Jahre bot Bristol unterschiedliche Leistungsstufen an. Genaue Werte veröffentlichte das Werk nicht; Schätzungen in der Literatur reichen von 166 kW (225 PS) beim Blenheim der ersten Serie bis 294 kW (400 PS) beim Blenheim 3S. Anders als bei dem bis 1993 produzierten Brigand war eine Turboaufladung nicht mehr verfügbar. Als Neuerung gegenüber dem Vorgängermodell gab es eine elektronisch gesteuerte Viergangautomatik von Chrysler sowie serienmäßig vier Katalysatoren.

### Karosserie

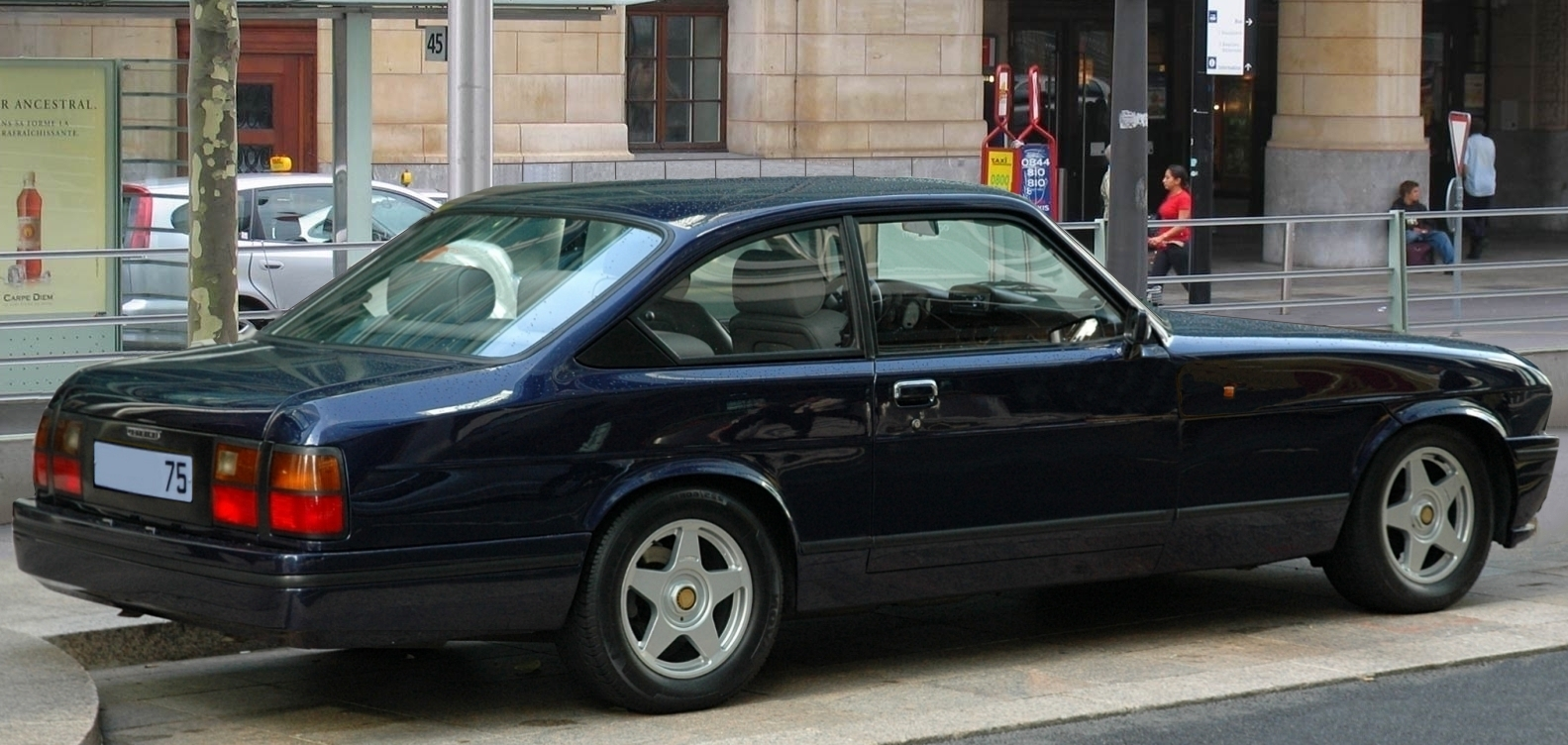
Mit Rückleuchten vom Vauxhall (Opel) Senator: Bristol Blenheim

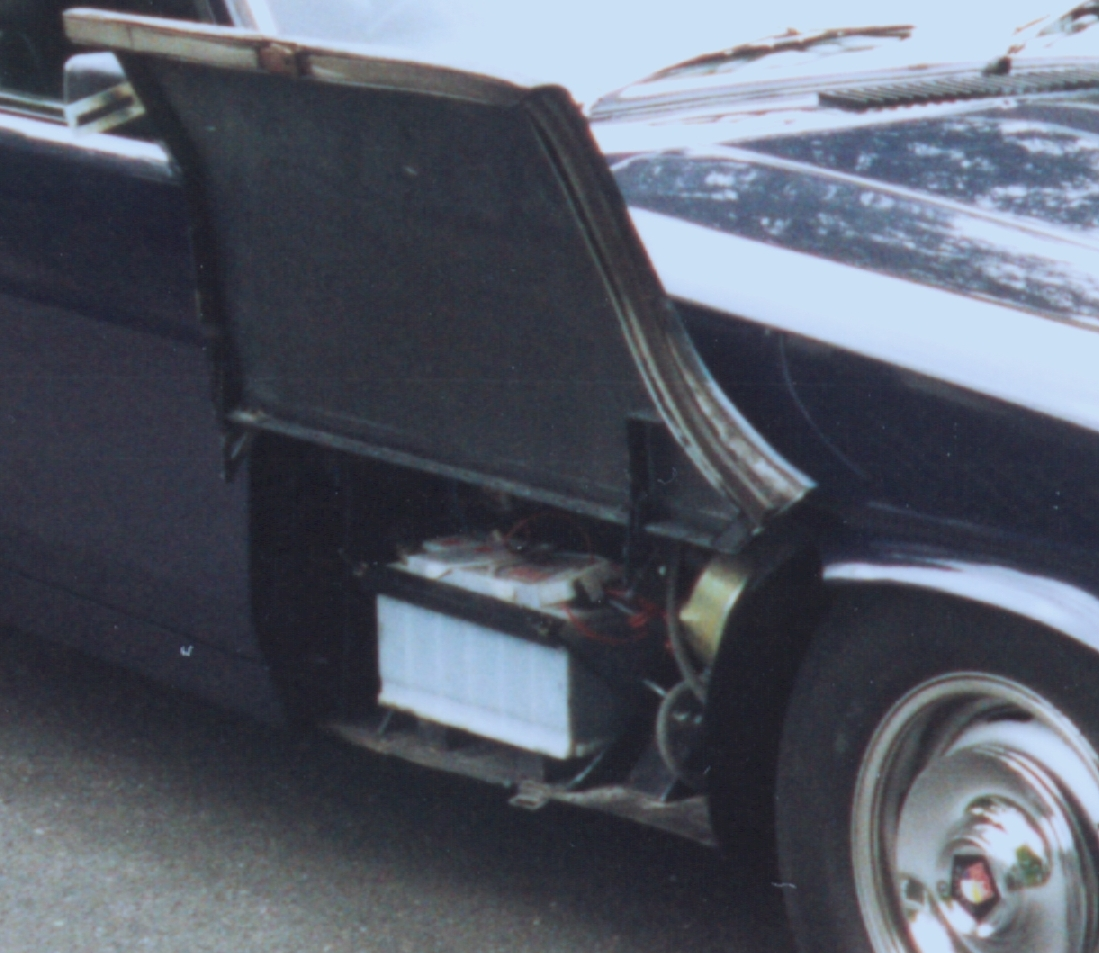
Von außen zugängliches Fach in den vorderen Kotflügeln, links für das Reserverad, rechts für die Batterie (Bild)

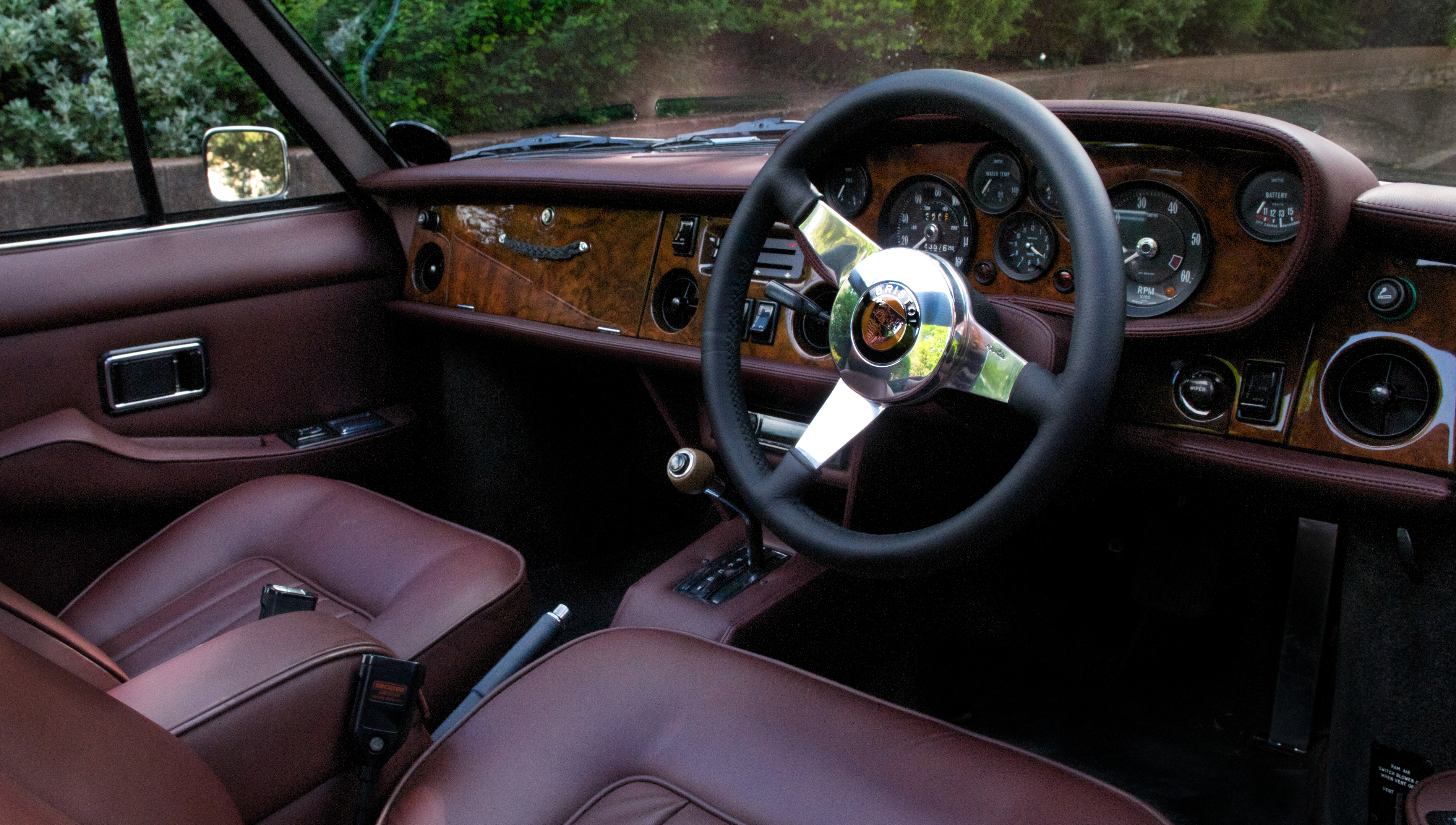
Bristol-Interieur (hier im 412)

Die Karosserie des Blenheim bestand aus einem mit dem Kastenrahmen verschweißten Stahlgerippe, das mit Aluminium beplankt war; auch die Stoßstangen und Zierteile wie die Kühlerblende waren aus Aluminium gefertigt.
Die Karosserieform wird nicht einheitlich klassifiziert. Bristol bezeichnete den Blenheim als Saloon, d. h. als Limousine; in deutschsprachigen wie auch in französischen Publikationen wird das Auto dagegen überwiegend als Coupé eingestuft.
Die Form des Aufbaus entsprach dem der Vorgängermodelle 603 und Britannia, die Dudley Hobbs entworfen hatte. Wie im Bereich der Technik hatte auch das Festhalten an dem 17 Jahre alten Grundentwurf finanzielle Gründe: Zu Beginn der 1990er Jahre fehlte es dem Unternehmen an dem notwendigen Geld für neue Pressformen, sodass die vorhandene Substanz weiterverwendet werden musste.
Der Blenheim hatte eine lange Motorhaube mit weit zurückgesetztem Passagierabteil und ein Semi-Fließheck mit flach stehender Heckscheibe. Die gesamte Dachpartie einschließlich der hinteren Seitenteile sowie die Türen und die Glaspartien entsprachen denen des 603.
Die eigenwillige Form des Dachs war das Ergebnis unterschiedlicher Zielvorgaben. So sollten in Bristols Saloon auch auf den Rücksitzen zwei Erwachsene bequem Platz finden. Bristol setzte damit den langjährigen Anspruch um, vier 1,80 Meter großen Passagieren „würdevolles Reisen“ zu ermöglichen. Das bedingte eine hohe Dachlinie über den Rücksitzen. Eine weitere Vorgabe war es, den toten Winkel zu reduzieren und die Übersichtlichkeit der Karosserie zu optimieren. Diesem Zweck dienten sehr dünne B- und C-Säulen, bei deren Gestaltung Bristol sich an dem 1975 vorgestellten Ford Escort II orientiert hatte. Testberichte beschrieben die Übersichtlichkeit des Blenheim als außerordentlich gut (“Outstanding visibility”).
Seit dem Sportcoupé 404 von 1953 war bei allen Bristol-Modellen das Reserverad in einem von außen zugänglichen Fach zwischen dem Vorderrad und der A-Säule untergebracht. Auf der anderen Fahrzeugseite befand sich in einem ähnlichen Fach die Batterie. Auch der Blenheim wies diese Besonderheit auf. Sie bewirkte eine Vergrößerung des Kofferraumvolumens und trug zudem zu einer Zentrierung des Gewichts in der Fahrzeugmitte bei.
Während diese Designmerkmale auch bei den Vorläufern des Blenheim zu finden waren, war die Gestaltung seiner Frontpartie und des Wagenhecks neu. Die Frontpartie trug nun wieder, nachdem die unmittelbaren Vorgängermodelle mit Breitbandscheinwerfern ausgerüstet gewesen waren, vier Rundscheinwerfer, deren Gestaltung in den drei Serien jeweils variierte. Das Heck war höher als bei den Vorgängermodellen, um – Kundenwünschen entsprechend – das Kofferraumvolumen zu erhöhen. Zu Demonstrationszwecken ließ sich Tony Crook 1998 von Pressevertretern im Kofferraum eines Blenheim 2 sitzend fotografieren. Die Rückleuchten des Blenheim stammten vom Opel bzw. Vauxhall Senator B. Die Heckpartie wurde im gesamten Produktionszeitraum stilistisch nicht verändert.
Das Interieur des Blenheim folgte ebenfalls dem Stil der Vorgängermodelle. Die Verkleidung des Armaturenbretts bestand aus echtem Walnussholz. Die aus Sicht des Herstellers wichtigsten Instrumente waren in einer ovalen, lederumkleideten Einheit zusammengefasst. Die Sitze wurden nach Kundenwunsch maßgefertigt. Sie waren serienmäßig mit Leder bezogen, das bis 2000 von Connolly geliefert wurde.

## Die einzelnen Baureihen
Die drei Serien des Blenheim entstanden von 1993 bis 1997, von 1998 bis 1999 und von 1999 bis 2011. Sie unterschieden sich durch ihre Motorisierung sowie durch die Gestaltung der Frontpartie voneinander.

### Blenheim
Die erste Version des Blenheim wurde von Herbst 1993 bis Dezember 1997 hergestellt. Der Prototyp, ein silbernes Fahrzeug mit einer Innenausstattung aus rotem Leder, wurde im September 1993 der Öffentlichkeit vorgestellt. Er basierte auf einem 1983 hergestellten Britannia und diente Tony Crook in den ersten Jahren als persönliches Fahrzeug. Dieser Prototyp ist im ersten Verkaufsprospekt von 1993 auf mehreren Fotografien abgebildet. Er war der einzige Blenheim der ersten Serie, den das Werk der Presse für Fahrberichte und Fotoserien zur Verfügung stellte.
Das Design der ersten Serie zeichnete sich durch eine große Frontblende aus, in die vier kleine Xenon-Scheinwerfer eingelassen waren. Der vergitterte Kühlergrill war wappenförmig gestaltet. Die Zeitschrift autocar hielt ihn für die Kopie eines Lancia-Grills; andere sahen in ihm die stilisierte Nachbildung der Kühleröffnung des Bristol 404. Der Innenraum blieb nahezu unverändert; allein die Position des Radios änderte sich: Es war nunmehr in einem eigenständigen Gehäuse auf dem Armaturenbrett (statt – wie bisher – darunter) angebracht. Bei seiner Vorstellung kostete der Blenheim 110.000 £ zuzüglich Steuern.
Tony Crook sah den Blenheim in einer Nische zwischen dem Bentley Continental R und dem Aston Martin Virage. Beide Fahrzeuge hatten leistungsstärkere Motoren und waren teurer. Im Vergleich zu ihnen war der Bristol das langsamste Auto. Die Höchstgeschwindigkeit des Blenheim wurde werksseitig nur noch mit 225 km/h angegeben, für die Beschleunigung von 0 auf 60 Meilen pro Stunde (= 96 km/h) brauchte der Wagen mehr als 8 Sekunden. Bristol betonte dagegen die Wirtschaftlichkeit des Erstserienmodells und verwies darauf, dass bei 100 km/h nur 1700 min−1 anfielen. Bei konstant 110 km/h verbrauchte der Blenheim 12,5 Liter auf 100 Kilometern.

### Blenheim 2
Im Januar 1998 wurde die zweite Serie des Blenheim präsentiert. Äußerlich unterschied sich das neue Modell vor allem durch eine überarbeitete Frontpartie, die nun deutlich größere Rundscheinwerfer trug. In der größeren Kühleröffnung befand sich eine verchromte Querstange als Zierelement. Die Spurweite wurde vergrößert und der Wendekreis zur Verbesserung der Handlichkeit auf 11,9 Meter verkleinert. Ferner reagierte Bristol auf die Kritik der Kunden an den Fahrleistungen des Erstserienmodells und überarbeitete den Motor. Die Leistung stieg auf etwa 191 kW (260 PS). Als Höchstgeschwindigkeit waren 150 Meilen pro Stunde, d. h. etwa 240 km/h, möglich. Der Blenheim 2 wurde lediglich eineinhalb Jahre lang produziert, sodass nur wenige Exemplare dieser Spezifikation entstanden.

### Blenheim 3

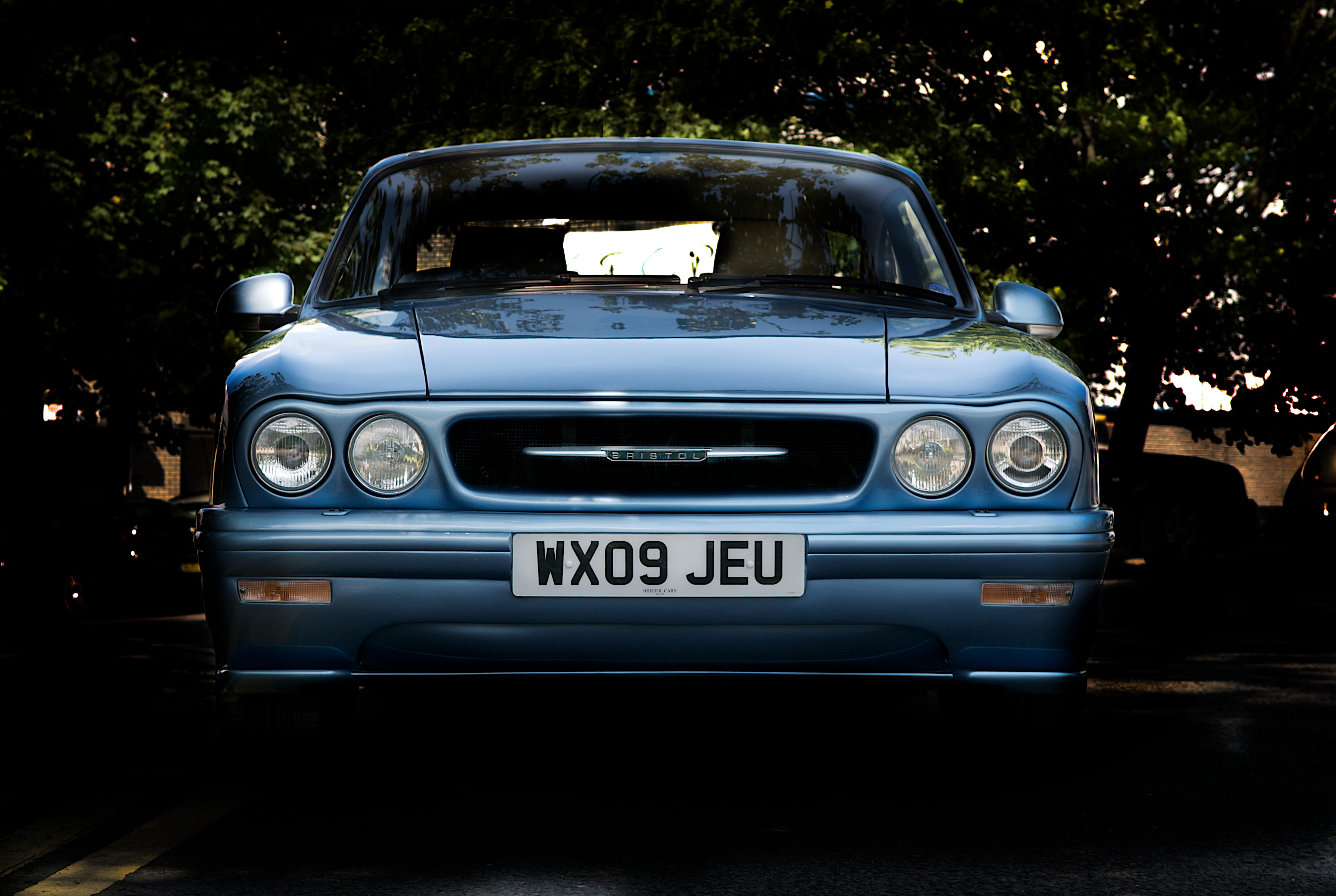
Deutliche Rundungen: die Frontpartie des Blenheim in der 3. und 4. Serie

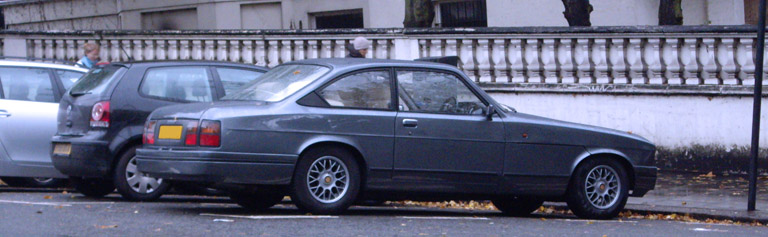
Bristol Blenheim 3

Im Oktober 1999 präsentierte Bristol mit dem Blenheim 3 eine weitere Evolutionsstufe. Das Hauptaugenmerk der Entwicklung lag auf der Steigerung der Sportlichkeit. Die Motorleistung war gegenüber den ersten beiden Serien „signifikant“ erhöht, wobei im Laufe der Jahre unterschiedlich hohe Werte erreicht wurden. Äußerlich war die dritte Baureihe an einer wiederum geänderten Frontpartie zu erkennen: Die vorderen Kotflügel hatten ein gerundetes Profil und mündeten in einer runden Scheinwerfereinfassung. Die vordere Linie der Motorhaube war gewellt. Insgesamt erinnerte die Gestaltung der Leuchteneinheiten an den zeitgenössischen Jaguar XJ. Durch diese stilistischen Änderungen verringerte sich die Gesamtlänge des Fahrzeugs um 40 mm. Im Innenraum waren die Oberkanten der Türen nun wie beim 411 und seinen Vorgängern mit Holz verkleidet, daneben gab es eine neue Mittelkonsole mit einem neu gestalteten, lederbezogenen Schalthebel. Die Sitze waren überarbeitet worden, und Bristol bot nun eine sogenannte „Town Coupé“-Version an, bei der die Lehne des Beifahrersitzes vollständig nach vorn geklappt werden konnte, um dem hinten sitzenden Passagier eine „beinahe unbegrenzte Beinfreiheit“ zu gewähren.
Den Blenheim 3 gab es bis zur Produktionseinstellung in drei verschiedenen Ausführungen, die sich im Wesentlichen durch ihre Motorisierung unterschieden:

#### Basis-Modell
Die Basisversion des Blenheim 3 verfügte über eine gegenüber dem Blenheim 2 erhöhte Motorleistung. Britische Veröffentlichungen sprachen von etwa 265 kW (360 PS). Diese Werte wurden durch eine erhöhte Verdichtung, geänderte Zylinderköpfe, eine überarbeitete Nockenwelle und ein modifiziertes elektronisches Motormanagement erreicht. Das Drehzahlniveau des Blenheim 3 lag höher als beim Erstserienmodell: Bei einer Geschwindigkeit von 100 Meilen pro Stunde fielen nun 2450 Umdrehungen pro Minute an. Der Verkaufspreis des Blenheim 3 betrug bei seiner Präsentation 139.825 £

#### Blenheim 3S
Eine sportlichere Version des Blenheim war der im Sommer 2002 vorgestellte 3S. Die Leistung des 3S wurde durch geänderte Ansaugrohre, größere Ventile und eine angepasste Steuerelektronik auf etwa 294 kW (400 PS) erhöht. Optisch war der 3S durch eine 60 mm breitere Spur an der Hinterachse und geänderte Felgen zu erkennen; zudem war die Aufhängung straffer. Der Blenheim 3S war 10.000 £ teurer als das Basismodell.

#### Blenheim 3G
Parallel zum herkömmlichen Blenheim 3 bot Bristol seit 2002 werksseitig eine mit Flüssiggas (LPG) betriebene Variante an. Hier griff Bristol eine 25 Jahre alte Tradition wieder auf: Bereits die Modelle 412 und 603 konnten auf Wunsch mit Gas betrieben werden. Der Gasbetrieb erlaubte nach Werksdarstellung einen saubereren und preiswerteren Betrieb. Der Blenheim 3G unterlag nicht der London Congestion Charge.

### Sonderversionen
Als Kleinstserienhersteller war Bristol in der Lage, bei Ausstattungsdetails, aber auch bei bestimmten Designfragen die Wünsche der Kunden zu berücksichtigen. Das galt auch für das äußere Erscheinungsbild. So entstanden im Laufe der Jahre mehrere Blenheims, deren Design in unterschiedlichem Maße von den Serienmodellen abwich. Das Fahrzeug mit den weitreichendsten Modifikationen ist als Blenheim 4 bekannt.

#### Blenheim 4

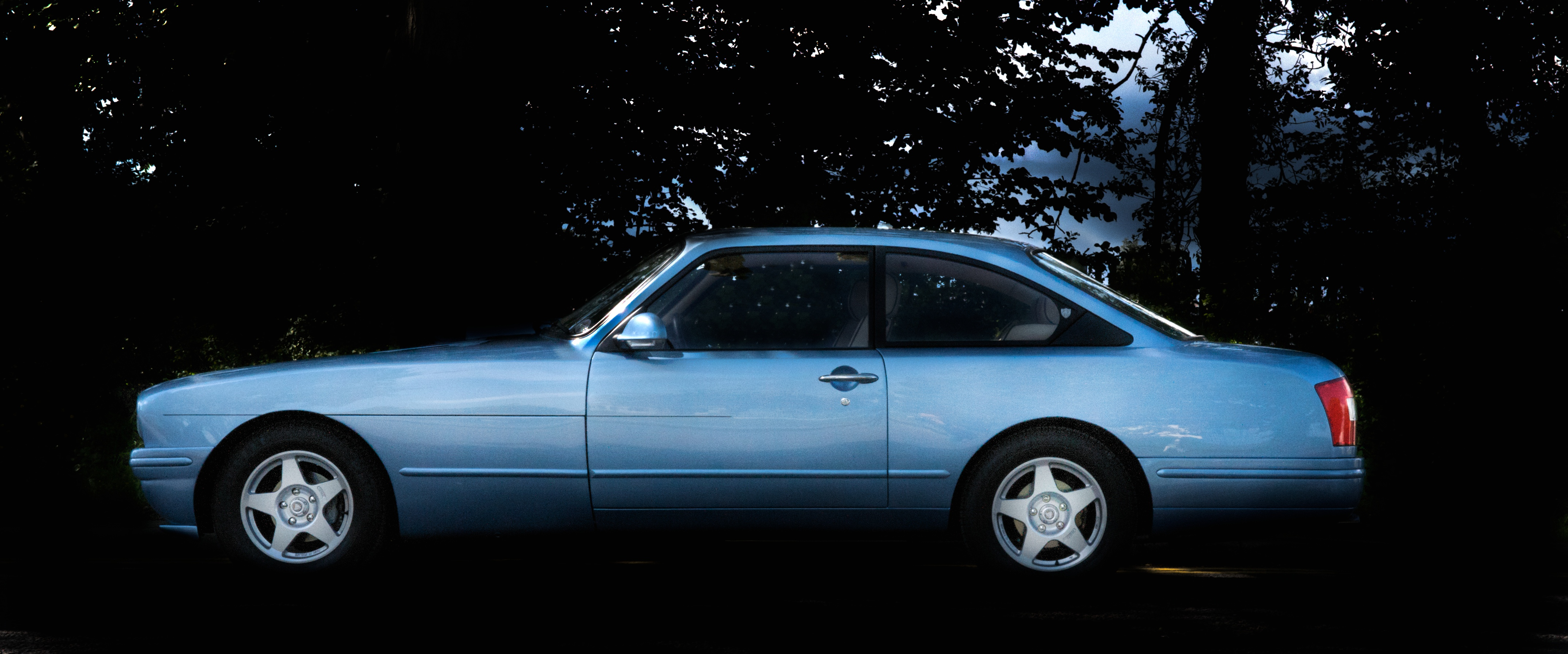
Bristol Blenheim 4

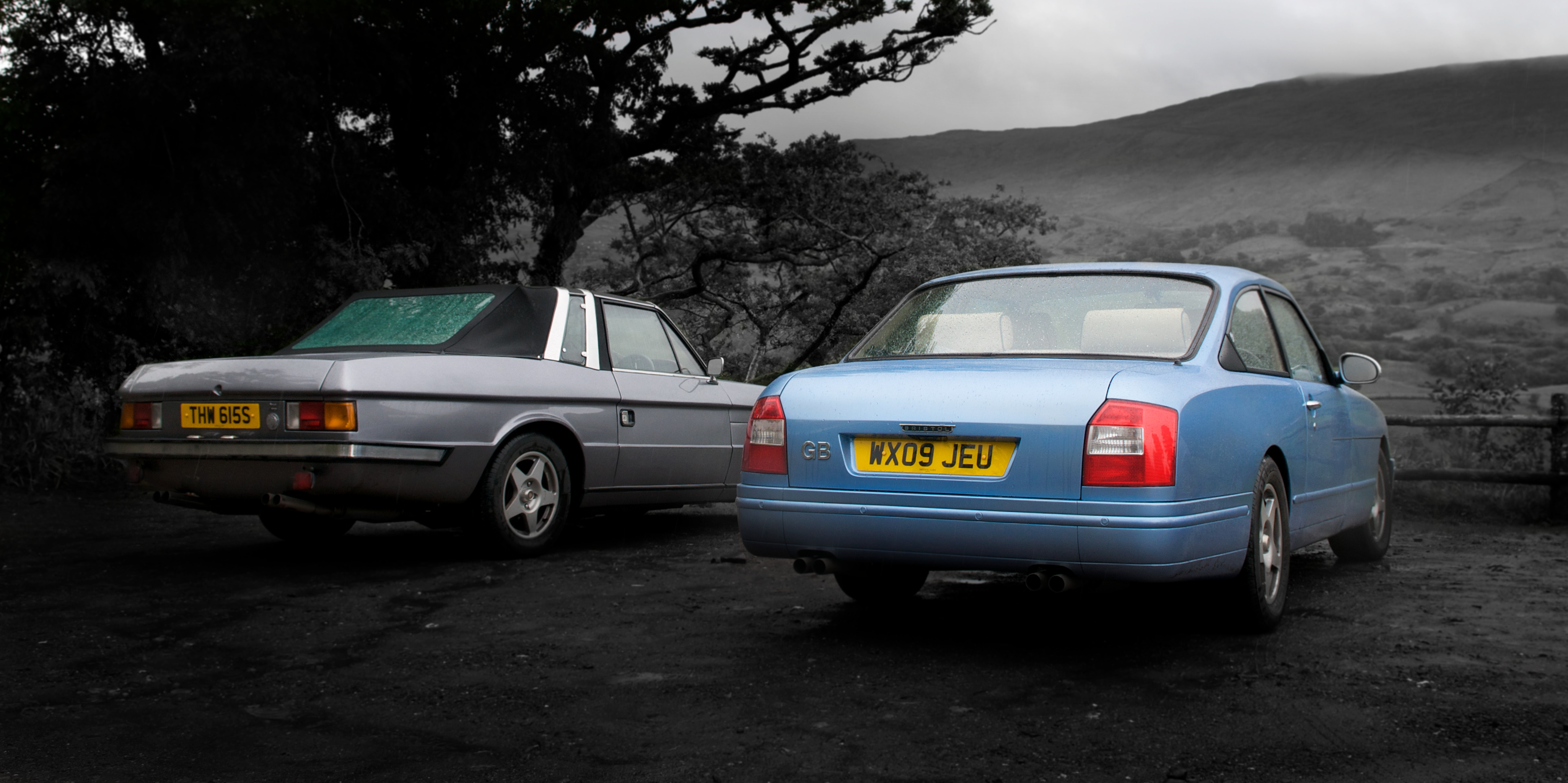
Heckpartie des Blenheim 4; links daneben: Ein 2009 restaurierter Bristol 412.

Im Frühjahr 2009 stellte Bristol auf Wunsch eines Kunden ein speziell karossiertes Fahrzeug her, das zumeist als Blenheim 4 bezeichnet wird. Das hellblau lackierte Auto hatte den bekannten Semi-Fließheckaufbau, unterschied sich allerdings in zahlreichen Details vom serienmäßigen Blenheim 3. Auffälligstes Merkmal waren große weiß-rote Heckleuchten, die von dem zwischen 2000 und 2004 hergestellten Audi A4 Avant stammten und nur mit umfangreichen Änderungen im Kofferraumbereich in die Karosserie integriert werden konnten. Daneben hatte der Blenheim 4 abgerundete Rückspiegel, neue Bügeltürgriffe, die die serienmäßigen, von Vauxhall bezogenen Klappgriffe ersetzten, sowie modifizierte Stoßstangen. Die Motorisierung entsprach dem Blenheim 3S, allerdings war das Triebwerk für den Betrieb mit Flüssiggas ausgerüstet.
Ob der Blenheim 4 ursprünglich als Prototyp für ein weiterentwickeltes Serienmodell gedacht war, ist nicht geklärt. Tatsächlich blieb das Auto ein Einzelstück. Es wurde einige Jahre lang wiederholt auf Ausstellungen gezeigt und stand im April 2012 zum Verkauf.

#### Weitere Einzelstücke
Einer der ersten Blenheims, die Bristol auf Kundenwunsch modifizierte, war ein schwarzes Serie-1-Fahrzeug, das einen hervortretenden, trapezförmigen Kühlergrill mit mittlerer Trennstrebe hatte. Das Auto wurde 1995 aufgebaut und stand 2011 bei Bristol erneut zum Verkauf. Ein weiterer Blenheim der ersten Serie wurde 1996 im Auftrag des Sammlers Simon Draper mit einer neuen Frontpartie versehen: Das Auto hatte größere Rundscheinwerfer, einen Frontspoiler mit integrierten Nebelscheinwerfern sowie eine rechteckige Kühlermaske, die zwischen den Scheinwerfern hervortrat. Die größer dimensionierten Frontscheinwerfer übernahm Bristol später für die Serienversion des Blenheim 2.

### Works Upgrade
Auch wenn die einzelnen Serien des Blenheim jeweils eigenständig gestaltete Frontpartien aufweisen, lässt das äußere Erscheinungsbild eines Autos nicht immer den Rückschluss auf den Zeitraum seiner Entstehung zu. Blenheims sind Kleinstserienfahrzeuge, die häufig auch nach der Auslieferung intensive Betreuung durch das Werk erfuhren. Im Laufe der Jahre wurden einige ältere Blenheim-Modelle nachträglich mit technischen oder stilistischen Spezifikationen jüngerer Serien ausgestattet. Diese von Bristol als Works Upgrade bezeichnete Nachrüstung erfolgte entweder auf Kundenwunsch oder werksseitig an Gebrauchtfahrzeugen, die das Unternehmen zuvor in Zahlung genommen hatte. Bristol Services bietet das Upgrade ungeachtet des Umstandes, dass gegenwärtig keine Neuwagen produziert werden, nach wie vor an.
Ein Beispiel für das Upgrade ist das Vorführfahrzeug der ersten Serie, das von 1995 bis 1997 in Bristols Showroom stand: Es erhielt im Frühjahr 1998 die Frontpartie und den Motor der Serie 2 und wurde in der modifizierten Form im Sommer 1998 in zwei Presseberichten zum Blenheim 2 abgebildet. Es gibt zudem Berichte, dass ein oder zwei Britannias später mit Blenheim-Karosserieteilen versehen wurden.

## Der Blenheim im Vergleich

### Erste Serie
Im Vergleich mit anderen Oberklassecoupés des gleichen Produktionszeitraums war der Bristol das leistungsschwächste, zugleich aber das leichteste Auto. Er wies den größten Nutzraum auf.
| Bristol Blenheim (erste Serie) Vergleich mit anderen Oberklassecoupés des Modelljahrs 1994 |                  |                     |                       |             |                           |
|                                                                                            | Bristol Blenheim | Aston Martin Virage | Bentley Continental R | BMW 850 CSi | Mercedes-Benz S 600 Coupé |
|                                                                                            |                  |                     |                       |             |                           |
| Motorbauart                                                                                | V8               | V8                  | V8                    | V12         | V12                       |
| Hubraum                                                                                    | 5,9 Liter        | 5,3 Liter           | 6,8 Liter             | 5,6 Liter   | 6,0 Liter                 |
| max. Leistung kW (PS)                                                                      | 166 (225)        | 228 (310)           | 239 (325)             | 279 (380)   | 290 (394)                 |
| Höchstgeschwindigkeit (km/h)                                                               | 225              | 257                 | 240                   | 250 (1)     | 250 (1)                   |
| Beschleunigung, 0–100 km/h (s)                                                             | 8,5              | 6,1                 | 6,0                   | 6,0         | 7,0                       |
| Leergewicht (kg)                                                                           | 1730             | 1950                | 2450                  | 1955        | 2280                      |
| Kofferraumvolumen (Liter)                                                                  | 540              | 310                 | 325                   | 380         | 394                       |
| Preis 1994 (DM)                                                                            | 263.613          | 350.000             | 484.956               | 185.000     | 221.950                   |

### Blenheim 3
Im neuen Jahrtausend musste sich der Blenheim 3 gegen Oberklassefahrzeuge behaupten, die technisch hoch entwickelt waren, zum Teil deutlich mehr Leistung hatten und über elektronische Fahrhilfen verfügten. Bristol betonte in diesen Jahren traditionelle Werte und die hohe Alltagstauglichkeit des Blenheim, der weiterhin preiswerter war als seine britischen Konkurrenten.
| Bristol Blenheim 3 Vergleich mit anderen Oberklassecoupés des Modelljahrs 2010 |                  |                     |                  |                        |           |                      |
|                                                                                | Bristol Blenheim | Bristol Blenheim 3S | Aston Martin DB9 | Bentley Continental GT | BMW M6    | Mercedes-Benz CL 600 |
|                                                                                |                  |                     |                  |                        |           |                      |
| Motorbauart                                                                    | V8               | V8                  | V12              | W12                    | V10       | V12                  |
| Hubraum                                                                        | 5,9 Liter        | 5,9 Liter           | 6,0 Liter        | 6,0 Liter              | 5,0 Liter | 5,5 Liter            |
| Leistung kW (PS)                                                               | 265 (360)        | 294 (400)           | 350 (477)        | 412 (560)              | 373 (507) | 380 (517)            |
| Höchstgeschwindigkeit (km/h)                                                   | 250 (1)          | 250 (1)             | 306              | 318                    | 250 (1)   | 250 (1)              |
| Beschleunigung 0–100 km/h (s)                                                  |                  | 5,9                 | 4,8              | 4,6                    | 4,6       | 4,6                  |
| Leergewicht (kg)                                                               | 1730             | 1730                | 1835             | 2350                   | 1725      | 2185                 |
| Kofferraumvolumen (Liter)                                                      | 540              | 540                 | 155              | 370                    | 450       | 490                  |
| Preis 2010 (€)                                                                 | 156.513          | 167.773             | 163.400          | 181.678                | 116.200   | 159.698              |

## Produktion und Vertrieb

### Produktionsstätte
Einige Zeitungsberichte behaupten, Bristol habe die Blenheims in einem Hangar auf dem Gelände des Flughafens Bristol hergestellt. Das trifft nicht zu. Zwar hatte das Unternehmen in den ersten Jahrzehnten seines Bestehens Werksanlagen auf dem Flughafen der westenglischen Stadt unterhalten und dort auch Autos produziert. Bereits 1984 aber hatte es aus Kostengründen das Flughafengelände verlassen und stattdessen eine Lagerhalle in der Nachbargemeinde Patchway angemietet. Dort entstanden alle Exemplare des Bristol Blenheim. Das Unternehmen hatte seit der Jahrtausendwende etwa 25 Mitarbeiter.

### Produktionsprozess
Der Aufbau der Fahrzeuge erfolgte in Handarbeit. Viele Teile produzierte Bristol selbst, andere wie beispielsweise Türgriffe, Schalter und Lenkstockhebel, aber auch die Beleuchtung, wurden von fremden Herstellern zugekauft. Bristol kaufte die Komponenten jeweils einzeln für ein bestimmtes Fahrzeug. Auf Bestellungen größerer Quantitäten verzichtete das Unternehmen angesichts einer unsicheren Auftragslage bereits seit den 1980er Jahren.
Seit der Einführung des Bristol 603 stellte das Unternehmen auch die Rohkarosserien seiner Fahrzeuge selbst her, nachdem sie zuvor von dem Omnibushersteller Park Royal Vehicles zugeliefert worden waren. Die hierfür verwendete Aluminiumpresse wurde Anfang Juli 2007 bei einem Einbruch in die Werkshallen gestohlen. Bristol war finanziell nicht in der Lage, Ersatz zu beschaffen. Toby Silverton erklärte, der Diebstahl habe mittelfristig Auswirkungen auf die Produktion des Blenheim. Zwar habe das Werk noch eine Reihe von vorgefertigten Dachpartien am Lager, irgendwann seien sie aber aufgebraucht. Einige Beobachter befürchteten daraufhin ein baldiges Auslaufen der Blenheim-Produktion; andere sahen darin dagegen eine vom Werk lancierte Falschmeldung, um die Einstellung des schwach verbreiteten Modells zugunsten des neuen Fighter öffentlich zu rechtfertigen.
Zwei Wochen nach dem Diebstahl der Blechpresse wurde Tony Crook von seinen Pflichten in der Unternehmensleitung entbunden.

### Produktionsumfang
Der Bristol Blenheim wurde ausschließlich auf Bestellung hergestellt. Eine Produktion auf Vorrat, die bei nahezu allen Automobilherstellern in unterschiedlichem Maße üblich ist, lehnte Tony Crook seit den 1970er Jahren ab. Er sah darin die Gefahr des Scheiterns begründet und war der Auffassung, ein zu hoher Bestand an Haldenfahrzeugen habe in den frühen 1970er Jahren die Insolvenz von Konkurrenten wie Aston Martin und Jensen verursacht.
Genaue Produktionszahlen wurden vom Werk nicht veröffentlicht; sie waren und sind Gegenstand von Spekulationen. Tony Crook wiederholte zunächst seine seit den 1970er-Jahren getätigte Aussage, Bristol stelle nicht mehr als drei Autos pro Woche her (“Not more than three a week”). Daraus wurde in der Presse vielfach eine Jahresproduktion von 150 Fahrzeugen abgeleitet. Zu Beginn des neuen Jahrtausends präzisierte Crook, dass weltweit ein Markt für 25 Bristols pro Jahr bestehe, das Unternehmen aber lediglich 20 Fahrzeuge jährlich herstelle. Der Bristol Owners Club hält selbst diese Zahlen für zu hoch und geht davon aus, dass jährlich etwa fünf bis zehn Fahrzeuge verkauft wurden.
Toby Silverton erklärte 2005 indirekt, dass die ersten beiden Serien des Blenheim kein Erfolg gewesen seien: Erst mit den Modifikationen, die zur Serie 3 führten, sei der Blenheim „nun auch von den Kunden akzeptiert“; der Blenheim 3 sei das Auto, das die Bristol-Käufer wollten. Eine Renaissance, die auch vorübergehend zu einer erhöhten Jahresproduktion führte, erlebte der Blenheim nach 1999 vor allem deshalb, weil Bristol nach den Übernahmen der Marken Bentley und Rolls-Royce durch Volkswagen bzw. BMW zum einzigen rein britischen Luxuswagenhersteller geworden war. Bristol nahm in seinen Verkaufsprospekten und Pressemitteilungen auf diesen Umstand ausdrücklich Bezug.

### Vertrieb

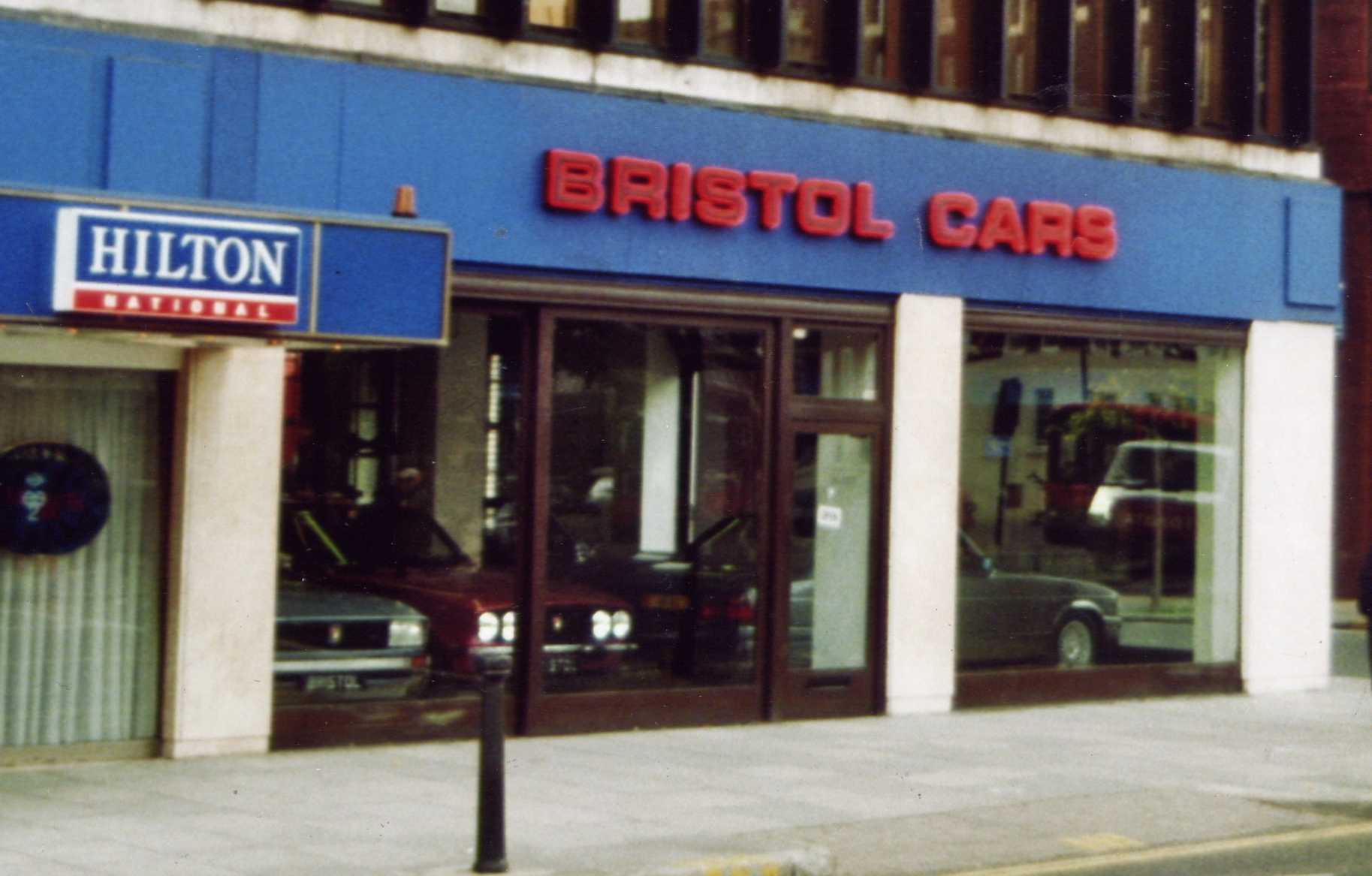
Showroom von Bristol Cars in der Kensington High Street in London (1995). Rechts der Blenheim 1, der zwei Jahre später werksseitig zum Blenheim 2 umgebaut wurde.

Bristol hatte seit den 1970er-Jahren kein Händlernetz mehr. Der Verkauf erfolgte ausschließlich durch Bristol selbst über einen Showroom im Londoner Stadtteil Kensington. Der Ausstellungsraum ist nach wie vor geöffnet. Nach der Einstellung der Neuwagenproduktion verkauft Bristol Sales hier Gebrauchtwagen der eigenen Marke.

### Zulassung zum Straßenverkehr
Der Bristol Blenheim erfüllte alle europäischen Zulassungsbestimmungen. Gleichwohl hatte er wie alle Bristol-Modelle seit den 1970er-Jahren keine allgemeine Betriebserlaubnis, da Bristol als Kleinstserienhersteller die dafür erforderlichen Prüfverfahren aus finanziellen Gründen nicht durchführen ließ. Für die Zulassung zum Straßenverkehr musste der jeweilige Halter daher eine Einzelbetriebserlaubnis einholen.

## Rezeption
Konkurrierende Automobilhersteller wie etwa das seit 1998 zu BMW gehörende Traditionsunternehmen Rolls-Royce bewerteten den Blenheim „mit Respekt“. Ein BMW-Sprecher sah in ihm 2001 einen „qualitativ hochwertigen Sportwagen“.
In der britischen Motorpresse wurde der Blenheim anlässlich seiner Vorstellung 1993 als außergewöhnliches Auto beschrieben. Beobachter hielten es für bemerkenswert, dass ein so kleines Unternehmen wie Bristol nach wie vor in der Lage sei, ein Auto zu konstruieren, das mit einem BMW 850i konkurrieren könne. Bristols Konzept wurde nach wie vor für „in Ordnung“ (“shipshape”) befunden, und man attestierte dem Wagen auch in späteren Jahren noch „Charme und ein einzigartiges Image“. Die wenigen Presseberichte, die sich im 21. Jahrhundert noch mit dem Blenheim befassten, sahen in ihm einen automobilen Dinosaurier, der wie kein anderes Auto seiner Klasse Eigenständigkeit und Charakter aufweise, konstruktiv und gestalterisch aber veraltet sei.
Die Fahrleistungen der späten Modelle wurden gelobt, ebenso die Geräuscharmut des Fahrzeugs selbst bei hohen Geschwindigkeiten. Das Erstserienmodell beschrieb die britische Zeitschrift autocar im September 1993 wie folgt:

“For press-on, high mileage motorists, the Bristol Blenheim is probably exactly the wrong car. But as a Gentleman’s express, it performs pretty well, provided the gentleman knows what he’s buying.”

„Für den eiligen Vielfahrer ist der Bristol Blenhein wahrscheinlich genau das falsche Auto. Aber als Gentleman’s Express macht er seine Sache recht gut. Vorausgesetzt, der Gentleman weiß, was er kauft.“

Vielfach wurde hervorgehoben, dass der Blenheim ein Auto für Individualisten sei:

“The Blenheim is a consummate long-distance express for the wealthy enthusiast who wants to be a little bit different.”

„Der Blenheim ist ein perfekter Langstrecken-Express für den wohlhabenden Enthusiasten, der ein wenig anders sein möchte.“

Kritik betraf in erster Linie das Design. Der britische Automobiljournalist Martin Buckley sah in dem Blenheim das am verrücktesten aussehende aller Bristol-Modelle (“the weirdest-looking Bristol”). Einige Beobachter fanden in dem Blenheim das Design „alter Ford-Modelle“ wieder. In der deutschen Presse wurde der Blenheim als skurril oder „merkwürdig aussehend“ beschrieben. Nirgendwo sonst auf der Welt würden feudale Ausstattung und Top-Fahrleistungen derart unscheinbar verpackt wie beim antiquierten Blenheim. Die Zeitschrift Auto Bild Klassik zählte den Blenheim im Jahr 2013 zu den „zehn rückständigsten Fahrzeugen“. Andere zählten den Blenheim zu den „hässlichsten Autos, die jemals gebaut wurden“.
Ein weiterer Kritikpunkt war die teilweise schlechte Verarbeitungsqualität früher Blenheim-Modelle. Ein von der Qualität des Autos enttäuschter Bristol-Eigentümer wurde mit den Worten zitiert:

“What are the two things that can be seen from outer space? The Great Wall of China and the panel gaps of a Bristol.”

„Es gibt zwei Dinge auf der Erde, die ein Mensch mit bloßem Auge vom Weltall aus sehen kann: die Chinesische Mauer und die Spaltmaße eines Bristol.“

## Bekannte Blenheim-Fahrer

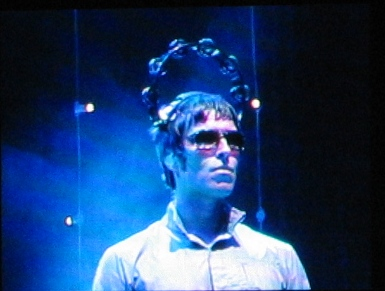
Bristol-Fahrer: Liam Gallagher

Die meisten Blenheims wurden im Vereinigten Königreich abgesetzt; einige Exemplare gingen auch nach Hongkong und in den Nahen Osten. Insbesondere in Großbritannien hatte Bristol nach Ansicht Tony Crooks einen „treuen Kundenstamm“, der, sobald ein neues Modell erscheine, dies auch automatisch kaufen werde (“They will all upgrade”). Einige Bristol-Kunden waren bekannte Unternehmer oder Personen aus dem Showbusiness. Zu ihnen gehörten:
- Bono, irischer Sänger
- Richard Branson, Gründer des Unternehmens Virgin
- Geoffrey Burgon, Komponist
- Liam Gallagher, Mitglied der Band Oasis
- Paul Smith, britischer Designer
- William Waldegrave, britischer Politiker

## Anderweitige Verwendung der Blenheim-Technik
Bristol nutzte die Technik des Blenheim 3 – insbesondere das Chassis und die Antriebseinheit – ab 2002 für einige weitere Entwicklungen.

### Der Blenheim Speedster

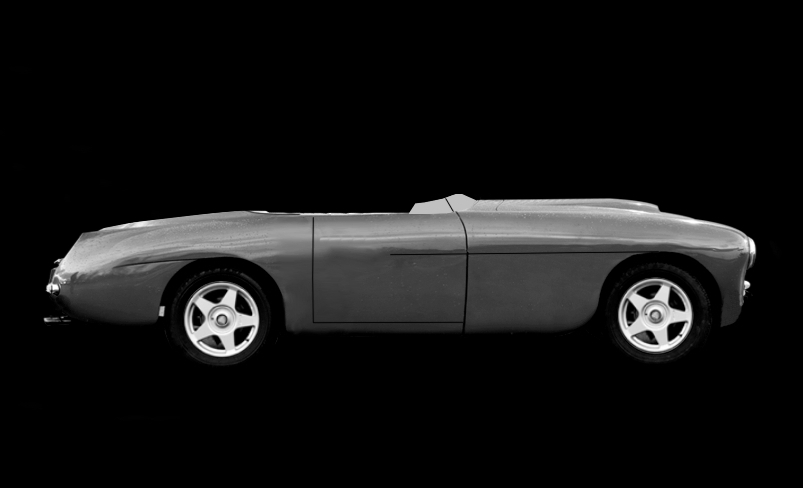
Bristol Blenheim Speedster

Das galt zunächst für den Blenheim Speedster, einen offenen zweisitzigen Sportwagen, der in der Tradition des Arnolt-Bristol stand. Er war einem Prototyp nachempfunden, den Bristol 1955 unter der Bezeichnung The Bullet (das Geschoss) entwickelt hatte und der als Nachfolger des Arnolt-Bristol im Gespräch war. Der Prototyp wurde 1999 wiederentdeckt und umfassend restauriert. Nach positiver Kundenresonanz entschied sich das Werk für die Serienproduktion eines an The Bullet angelehnten Sportwagens.
Der Blenheim Speedster war mit dem 400 PS starken Motor des Blenheim 3S ausgerüstet. Er hatte keine Windschutzscheibe und kein Verdeck. Der Karosserieentwurf orientierte sich am Bristol 404, der allerdings werksseitig nicht als offene Version angeboten worden war, und zitierte wie dieser an der Frontpartie Elemente von Bristols Flugzeugtyp Brabazon sowie am Heck, das kleine Flossen aufwies, den Le-Mans-Rennwagen 450. Der Speedster war 30 cm kürzer und 300 kg leichter als der Blenheim 3S. Seine Höchstgeschwindigkeit lag bei 257 km/h. Bis zur Produktionseinstellung entstanden etwa 10 bis 15 Exemplare des Speedster. Ein Fahrzeug wurde auf Wunsch des Sammlers Simon Draper mit fester Windschutzscheibe, einem Stoffverdeck und einigen weiteren Komfortdetails ausgestattet.

### Series 6

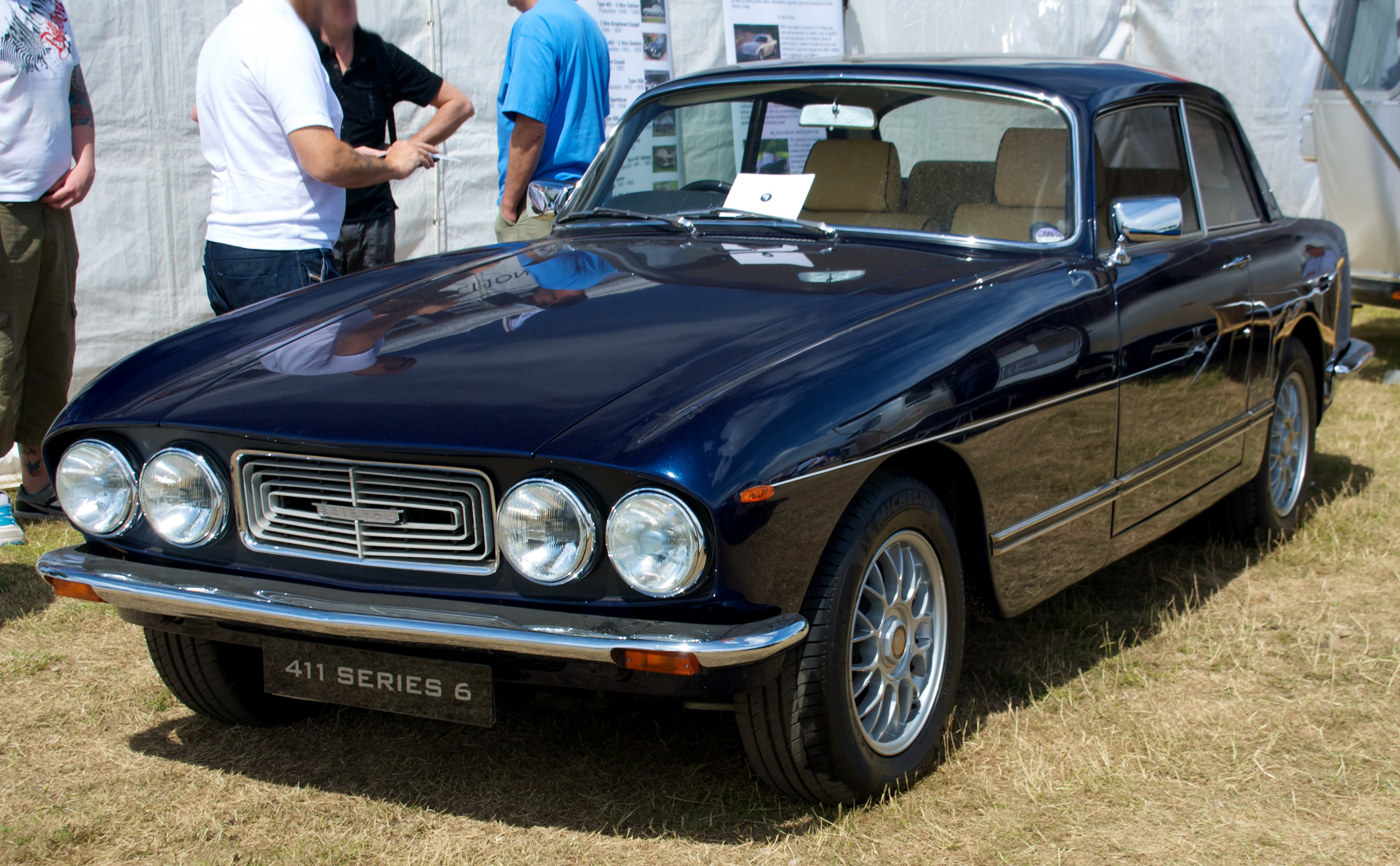
Mit der Mechanik und der Antriebstechnik des Bristol Blenheim: der Bristol 411 Series 6

2008 begann Bristol, ältere Modelle der Marke im Rahmen von Restaurierungen mit der Antriebstechnik des Blenheim 3 oder des 3S zu versehen. Dies betraf den Motor, die Aufhängung und die Elektrik. Den Anfang machten einige Fahrzeuge der 411-Baureihe, die werksseitig von 1969 bis 1976 in fünf Serien hergestellt worden war. Die überarbeiteten Autos erhielten nach den Veränderungen die Bezeichnung Series 6. Sie behielten ihre ursprüngliche Fahrgestellnummer, entsprachen aber nun den aktuellen Sicherheits- und Abgasbestimmungen. Ab 2010 wurden auch einige andere Modelle der Chrysler-Ära, darunter ein 412, auf diese Weise überarbeitet. Für sie behielt Bristol die Bezeichnung Series 6 bei.

## Nachfolger
Bereits in den 1990er Jahren gab es Pläne, den Blenheim durch ein neu konstruiertes Auto zu ersetzen. Sie wurden nach einem Eigentümerwechsel aufgegeben. Nach der Insolvenz von Bristol Cars im März 2011 erhielt der Automobilhersteller wiederum einen neuen Eigentümer, der gegenwärtig an einem neuen Bristol-Modell arbeitet.

### Bristol Buccaneer: Ein gescheitertes Projekt
Bereits Mitte der 1990er Jahre gab es Planungen für einen Nachfolger des Blenheim. Mehrere Bristol-Techniker begannen die Arbeit am Bristol Buccaneer, einem ähnlich konzipierten, aber technisch weiterentwickelten Auto. Erstmals sollte eine grundlegende Überarbeitung des in seinen Ursprüngen beinahe 60 Jahre alten Rahmens erfolgen. Die Seitenteile sollten weit ausgestellt werden, sodass eine niedrigere Sitzposition erreicht werden konnte. Die Fließheckkarosserie sollte in weiten Teilen neu gestaltet werden. Als besonderes Gestaltungsmerkmal war eine ovale Kühleröffnung vorgesehen, die an den Bristol 404 erinnern sollte. Links und rechts des Kühlers waren jeweils drei Rundscheinwerfer untergebracht. Das Bucaneer-Projekt wurde von Tony Crook vorangetrieben, fand aber sein Ende, als Toby Silverton 1997 das Unternehmen übernahm.

### Ein Bristol mit Elektroantrieb?
Im Laufe des Jahres 2011 übernahm das zur Frazer-Nash-Gruppe gehörende Unternehmen Kamkorp Autokraft den britischen Automobilhersteller. Kamkorp Autokraft kündigte an, die Automobilproduktion in Bristol mittelfristig fortzusetzen. Künftige Bristols würden keine Verwandtschaft zu den bisher produzierten Modellen mehr haben (“The future for Bristol will be different”). Sie würden vielmehr mit einem Elektro- oder Hybridantrieb ausgerüstet. Dabei soll ein Serienfahrzeug eines anderen Herstellers die technische Grundlage für die neuen Bristol-Modelle bilden. Auch eine Rückkehr in den Motorsport, etwa eine Teilnahme am 24-Stunden-Rennen von Le Mans, sei möglich. Im November 2012 gab Bristol bekannt, dass sich ein neuer „Gentleman’s Express“ mit Hybridantrieb in der Entwicklung befinde. Das Auto werde an jedem Rad einen Elektromotor aufweisen. Das Unternehmen setzte seine Ankündigungen tatsächlich nicht um. Das mit erheblicher Verspätung 2016 vorgestellte erste neue Modell nach der Insolvenz, der offene Zweisitzer Bullet, hat einen konventionellen Achtzylinder-V-Motor von BMW. Der Bullet erreichte nicht die Serienproduktion. 2020 kam es zu einer erneuten Insolvenz und zur endgültigen Auflösung des Unternehmens.

## Technische Daten
| Bristol Blenheim                    | Bristol Blenheim                            | Bristol Blenheim                            | Bristol Blenheim                            | Bristol Blenheim                            |
|                                     | Bristol Blenheim                            | Blenheim 2                                  | Blenheim 3                                  | Blenheim 3S                                 |
| ----------------------------------- | ------------------------------------------- | ------------------------------------------- | ------------------------------------------- | ------------------------------------------- |
| Motorart                            | Ottomotor                                   | Ottomotor                                   | Ottomotor                                   | Ottomotor                                   |
| Motorbauart                         | Achtzylinder-V-Anordnung                    | Achtzylinder-V-Anordnung                    | Achtzylinder-V-Anordnung                    | Achtzylinder-V-Anordnung                    |
| Hubraum                             | 5898 cm³                                    | 5898 cm³                                    | 5898 cm³                                    | 5898 cm³                                    |
| Bohrung × Hub                       | 101,6 mm × 90,93 mm                         | 101,6 mm × 90,93 mm                         | 101,6 mm × 90,93 mm                         | 101,6 mm × 90,93 mm                         |
| max. Leistung                       | 166 kW (225 PS)                             | 191 kW (260 PS)                             | 265 kW (360 PS)                             | 294 kW (400 PS)                             |
| Gemischaufbereitung                 | elektronische Saugrohreinspritzung          | elektronische Saugrohreinspritzung          | elektronische Saugrohreinspritzung          | elektronische Saugrohreinspritzung          |
| Ventilsteuerung                     | untenliegende Nockenwelle                   | untenliegende Nockenwelle                   | untenliegende Nockenwelle                   | untenliegende Nockenwelle                   |
| Nockenwellenantrieb                 | Kettenantrieb                               | Kettenantrieb                               | Kettenantrieb                               | Kettenantrieb                               |
| Kühlung                             | Wasserkühlung                               | Wasserkühlung                               | Wasserkühlung                               | Wasserkühlung                               |
| Getriebe                            | Automatisches Vierganggetriebe              | Automatisches Vierganggetriebe              | Automatisches Vierganggetriebe              | Automatisches Vierganggetriebe              |
| Radaufhängung vorn                  | Doppelte Dreiecksquerlenker Schraubenfedern | Doppelte Dreiecksquerlenker Schraubenfedern | Doppelte Dreiecksquerlenker Schraubenfedern | Doppelte Dreiecksquerlenker Schraubenfedern |
| Radaufhängung hinten                | Starrachse Wattgestänge, Torsionsfedern     | Starrachse Wattgestänge, Torsionsfedern     | Starrachse Wattgestänge, Torsionsfedern     | Starrachse Wattgestänge, Torsionsfedern     |
| Bremsen vorne                       | Scheibenbremsen                             | Scheibenbremsen                             | Scheibenbremsen                             | Scheibenbremsen                             |
| Bremsen hinten                      | Scheibenbremsen                             | Scheibenbremsen                             | Scheibenbremsen                             | Scheibenbremsen                             |
| Chassis                             | Kastenrahmen                                | Kastenrahmen                                | Kastenrahmen                                | Kastenrahmen                                |
| Karosserie                          | Aluminium auf Stahlgerüst                   | Aluminium auf Stahlgerüst                   | Aluminium auf Stahlgerüst                   | Aluminium auf Stahlgerüst                   |
| Radstand                            | 2898 mm                                     | 2898 mm                                     | 2898 mm                                     | 2898 mm                                     |
| Bereifung                           | 215/70 R 15                                 | 215/70 R 15                                 | 215/70 R 15                                 | 225/60 R 16                                 |
| Abmessungen (Länge × Breite × Höhe) | 4910 mm × 1765 mm × 1440 mm                 | 4910 mm × 1765 mm × 1440 mm                 | 4825 mm × 1765 mm × 1440 mm                 | 4825 mm × 1765 mm × 1440 mm                 |
| Leergewicht                         | 1730 kg                                     | 1730 kg                                     | 1730 kg                                     | 1730 kg                                     |
| Höchstgeschwindigkeit               | 225 km/h                                    | 240 km/h                                    | 250 km/h (1)                                | 250 km/h (1)                                |

### Bücher
- Christopher Balfour: Bristol Cars. A very British story. Haynes Publishing, 2009, ISBN 978-1-84425-407-1.
- R. M. Clarke: Bristol Cars: A Brooklands Portfolio: 132 Contemporary Articles Drawn from International Motoring Journals. UK 2001. (englisch)
- L. J. K. Setright: A private car. 2 Bände, UK 1999. (englisch)

### Beiträge in Automobilzeitschriften
- Keith Adams: Every Single One. Besprechung aller 21 Bristol-Modelle in: Octane Classic & Performance Cars, Heft 4/2012, S. 88 ff.; speziell zum Blenheim: S. 98 f.
- Wolfgang und Ulli Buchta: Etwas billigeres können wir uns nicht leisten. Vorstellung der Marke Bristol in: Austria Classic, Ausgabe 2/2012, S. 38 ff. (kurze Anmerkung zum Blenheim auf S. 51).
- Martin Buckley: Souls of discretion. 50th anniversary of Bristol Cars. All significant models. in: Classic & Sports Car 5/1996.
- Martin Buckley: Bristol Fashion is still shipshape. In: Autocar vom 7. August 1996.
- Giles Chapman, Steve Cropley: New Bristol Shock! Vorstellung des Bristol Blenheim in: Autocar vom 15. September 1993.
- Steve Cropley: Introducing Bristol Blenheim 2. In: Autocar vom 10. Juni 1998.
- Manfred Fischer: Ferrari? Rolls-Royce? Bristol! Vorstellung des Blenheim 3 in: Welt am Sonntag Nr. 28/2001 vom 15. Juli 2001, S. 54.
- Peter Grunert: Blenheim Palace. Vorstellung des Bristol Blenheim 2 in: BBC Top Gear, August 1998.
- Hauke Schrieber: Die wundersame Welt von Bristol. Vorstellung der Marke in: Autobild Klassik Nr. 1 vom 9. März 2007, S. 126 ff.
- N. N.: Bristol unveils beefier Blenheim. Präsentation Bristol Blenheim Mk. in: Autocar vom 20. Oktober 1999.